# 나카쓰치역
나카쓰치역(일본어: 中土駅)은 일본 나가노현 기타아즈미군 오타리촌에 위치한 서일본 여객철도 오이토 선의 철도역이다. 단선 승강장 1면 1선의 구조를 갖춘 지상역이다.

## 이용 현황
| 승차 인원 추이 | 승차 인원 추이 |
| 연도           | 1일 평균       |
| -------------- | -------------- |
| 2007           | 8              |
| 2010           | 2              |
| 2011           | 2              |
| 2012           | 2              |
| 2013           | 3              |

## 역 주변
- 히메 강
- 오타리 온천

## 역사
- 1935년 11월 29일 : 국유철도 오이토 선이 시나노모리우에역 - 당 역간이 개통해, 개업. 일반역.
- 1957년 8월 15일 : 이 역부터 오이토 선 고타키역까지의 구간이 개통해, 마쓰모토 역 - 당 역 - 고타키 역 - 이토이가와 역 간이 전 노선 개통해, 오이토 선으로 개칭. 동시에 도중역으로 전환.
- 1978년 9월 22일 : 화물 영업을 폐지.
- 1983년 3월 25일 : 무인화.
- 1987년 4월 1일 : 일본국유철도 분할 민영화에 의해, 서일본 여객철도가 승계.
- 2014년
  - 11월 22일 : 나가노 현 가미시로 단층 지진에 의해 시나노오마치 역 - 이토이가와역 간을 23일까지 영업 중지.
  - 11월 26일 : 미나미오타리 역 - 히라이와 역 간 복구에 의해 영업 재개.
  - 12월 7일 : 하쿠바역 - 미나미오타리역 간의 운행을 재개해, 오이토 선 전 노선이 복구됨.

## 인접 역
| 서일본 여객철도 오이토 선                 | 서일본 여객철도 오이토 선 | 서일본 여객철도 오이토 선  |
| ----------------------------------------- | ------------------------- | -------------------------- |
| 미나미오타리 미나미오타리 · 마쓰모토 방면 | ■ 오이토 선               | 기타오타리 이토이가와 방면 |